# ホーランエンヤ (大分県)
ホーランエンヤは、大分県豊後高田市で、毎年正月に行われる豊漁と航海の安全を祈願する祭事。大分県の選択無形民俗文化財で、おおいた遺産にも選定されている。 

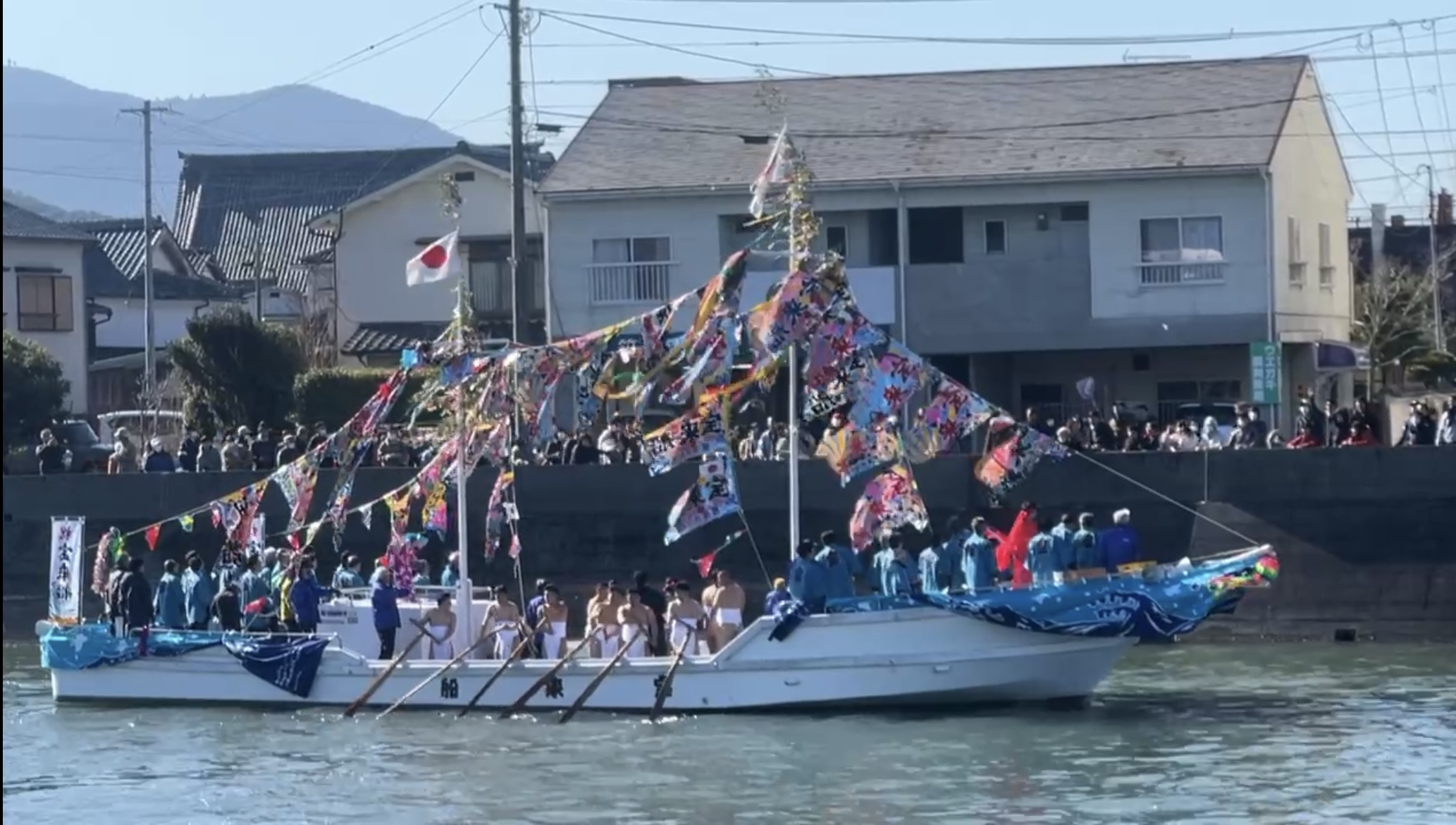
宝来船

## 概要
大漁旗や吹き流し、万国旗などで華やかに彩られた宝来船に締め込み姿の若者が乗り込み、豊後高田市の中心を流れる桂川右岸の玉津磯町から出発。まず下流の琴平宮（金毘羅宮）に向かい、餅を供えた後、旋回して上流の若宮八幡神社を目指して、「ホーランエンヤエンヤサノサッサ」の掛け声とともに上げ潮に乗って漕ぎ上がる。
船からは紅白の餅が撒かれ、川岸の観客から祝儀が差し出されると若者が厳寒の川に飛び込んで受け取りに行く。
暦が干満と連動する旧暦の頃は元旦の行事であったが、現在では満潮の時間を考慮して日程が決められている。
同名の祭事は、 島根県松江市、江津市及び広島県尾道市でも行われる。

## 起源
現在の豊後高田市は、江戸時代には島原藩の領地であり、島原藩やその大阪蔵屋敷へ年貢米を廻送船で運んでいた。
ホーランエンヤは、その航海の安全と豊漁を祈願する行事として江戸時代中期に始まったといわれる。
「ホーランエンヤ」という掛け声及び祭りの名は、「宝来栄弥」、「蓬莱へ、蓬莱へ」という掛け声が変化したものだといわれている。